# Kana Ichinose
Kana Ichinose (市ノ瀬 加那 Ichinose Kana?, 20 de diciembre de 1996) es una seiyū de Hokkaido. Está afiliada con Sigma Seven e. Interpretó su primer papel protagonista en 2018 como Ichigo en el anime Darling in the Franxx.

## Filmografía

### Anime
2018
- Darling in the Franxx (Ichigo)[2]
- Irozuku Sekai no Ashita kara (Asagi Kazeno)[3]
- Aikatsu Friends! (Chihori Kumano)

2019
- Boogiepop y otros (Aya Arihata)[4]
- Hitori Bocchi no Marumaru Seikatsu (Kako Kurai)[5]
- Fairy Gone (Marlya Noel)[6]
- Carole & Tuesday (Tuesday Simmons)[7]
- Katsute Kami Datta Kemono-tachi e (Miglieglia)[8]
- Dr. Stone (Yuzuriha Ogawa)[9]
- Senki Zesshō Symphogear XV (Elsa)[10]
- Kaguya-sama: Love Is War  ( Maki Shijo)

2020
- Gleipnir (Chihiro Yoshioka)
- If My Favorite Pop Idol Made It to the Budokan, I Would Die (Reina)
- Shachibato! President, It's Time for Battle! (Yutoria)
- Mewkledreamy (Yuri Sawamura)
- Kaguya-sama: Love Is War? (Maki Shijo)
- Golden Kamuy 3rd Season (Enonoka)
- Akudama Drive (Hermana)

2021
- Dr. Stone: Stone Wars (Yuzuriha Ogawa)
- Hige wo Soru. Soshite Joshi Kōsei wo Hirou. (Sayu Ogiwara)
- Seijo no Maryoku wa Bannō Desu (Aira Misono)
- Kyōkai Senki (Shion Shishibe)

2022
- Otome Game Sekai wa Mob ni Kibishii Sekai desu (Olivia)
- Kaguya-sama: Love Is War – Ultra Romantic (Maki Shijo)
- Do It Yourself!! (Purin)
- Mobile Suit Gundam: The Witch from Mercury (Suletta Mercury)

2023
- Ayakashi Triangle (Suzu Kanade)
- Mobile Suit Gundam: The Witch from Mercury 2nd Season (Suletta Mercury)
- Seijo no Maryoku wa Bannō Desu 2nd Season (Aira Misono)
- Sōsō no Frieren (Fern)

2024
- Maō no Ore ga Dorei Elf wo Yome ni Shitanda ga, Dō Medereba ī? (Nepheria)

### Películas
2019
- El tiempo contigo (Sasaki)

### Videojuegos
2018
- Kirara Fantasia (Nijou Omi)

2019
- Final Fantasy XIV - Shadowbringers (Ryne)
- Magia Record (Mikura Komachi)

2021
- Tsukihime Remake (Hisui)
- Melty Blood Type Lumina (Hisui)